# Sunge Sigiring Giring
Sunge Sigiring Giring is een bestuurslaag in het regentschap Tapanuli Selatan van de provincie Noord-Sumatra, Indonesië. Sunge Sigiring Giring telt 1008 inwoners (volkstelling 2010).